# ФК Слога Краљево
ФК Слога Краљево је фудбалски клуб из Краљева. Клуб је основан 1947. године, a угашен 25. јула 2025 године.

## Историја
1909. године, бивши коњички капетан Делић дошао је у Краљево из околине Шибеника и донео прву лопту коју је купио у Земуну. Он је из Аустроугарске војске побегао у Београд, одакле се нешто касније преселио у Краљево.

### 1919—1945.
Прве утакмице у Краљеву су одигране у Дивљем Пољу, игралиште се налазило преко пута старе железничке станице и ложионице. Жича је био први фудбалски клуб у Краљеву, основан 1919. године. Своје прве утакмице клуб је одиграо против Викторије из Чачка и питомаца Војне академије. На обе утакмице Жича је претрпела тешке поразе. Након три године постојања, клуб мења име у Ибари и такмичи се у лиги Крагујевачког лоптачког подсавеза. Клуб је постојао све до 1941. године. Након завршетка рата, група спортских ентузијаста средином месеца априла 1945. године у сали хотела Париз одржава оснивачку скупштину и формира фудбалски клуб под називом „Слобода“.

### Слобода
Први председник клуба био је Миле Митровић. Утакмице су игране под обалом на месту данашњег базена. Прву утакмицу Слобода је одиграла против стрељачког батаљона који је био стациониран у Краљеву. Дресови у којима су одиграли утакмицу били су црвене боје, а направљени су од падобрана. Резултат је био 10:1 за тим из Краљева. На квалификационој утакмици за улазак у I лигу против Борца у Чачку фудбалери Слободе напуштају терен због отворене наклоности судије домаћину. Наиме Слобода је водила 2:0 у првом полувремену. Током другог дела Борац изједначује, тако што један гол постиже после офсајда, а на 10 минута пре краја постиже и трећи гол после фаула над играче Слободе. Фудбалери на позив чланова управе напуштају терен пре истека меча. После утакмице долази до нереда где су поред играча учествовали и навијачи Слободе. Због овог инцидента клуб је суспендован. Неколико месеци касније долази до фузије са Локомотивом и клуб добија ново име „Слога“.

### Слога
Крајем 40-их и почетком 50-их година, Слога се такмичи у Српској лиги, која је тада бројала четрнаест клубова. Крај првенства 1951. године Слога завршава на првом месту и очекује је такмичење у Другој лиги. Међутим после писма ЦК КПЈ (Комунистичка партија Југославије) о негативним појавама у фискултури укида се јединствена Српска лига, и формирају се подсавезне лиге. Слога такмичење наставља у подсавезној лиги Крагујевац, заједно са још седам клубова из те области. Слога се такмичи у подсавезној лиги све до 1958. године, када се од четири зоне формирају две друге савезне лиге (источна и западна). Као осмопласирани тим на табели, Слога нема право да игра квалификације за „Другу лигу-исток“, тако да такмичење наставља у новоформираној Српској лиги. У сезони 1965. године у Јужној групи Српске лиге Слога осваја прво место и заједно са Слободом из Ужица пласира се у Другу лигу. Након завршетка Слога и Слобода су због наводног лажирања враћени у Српску лигу. Међутим одлука је убрзо поништена, и Слога започиње такмичење у Другој лиги, где проводи неколико наредних сезона.
Највећи успех у својој историји Слога је забележила у сезони 1969/70. када је такмичење у Другој лиги завршила на првом месту испред главног ривала Борца из Чачка. Остала је још само једна препрека ка првој лиги, а то је била екипа Црвенка. Међутим „бели“ нису имали довољно спортске среће тако да је прва лига остала само неостварена жеља. У Другој лиги Слога остаје све до 1973. године, када сезону завршавају на дванаестом месту (лига је бројала осамнаест клубова), али због реорганизације морају да се преселе у нижи ранг. Од тада па све до почетка деведесетих Слога се са више или мање успеха такмичи у Српској лиги (једну сезону Слога је провела у Другој Српској лиги).
Након распада СФРЈ, Слога у сезони 1992/93. се такмичи у Другој лиги. Крај првенства завршава на седамнаестом месту, и игра бараж са екипом Младости из Бачког Јарка, где су као поражени испали у нижи ранг. У Другу лигу Слога се враћа 1998. године, и ту остаје све до 2002. године када због реорганизације такмичења испадају у Српску лигу. Након само једне сезоне проведене у Српској лиги, због још једне реорганизације Слога испада у Шумадијску зону. После две године проведене у зони Слога се у пролеће 2005. године поново вратила у Српску лигу „Запад“. У сезони 2008/09. Слога се након освојеног првог места у Српској лиги „запад“ пласирала у Прву лигу Телеком Србија. Већ у првој сезони у вишем рангу Слога заузима последње место и поново се враћа у Српску лигу Запад. Клуб је у сезони 2010/11. стигао до шеснаестине финала Купа Србије, када је угостио Црвену звезду пред око 5.000 гледалаца, али је поражен са 2:0. У сезони 2010/11. осваја 1. место у Српској лиги Запад, и након једне сезоне у српској лиги, враћа се у Прву лигу.
- ФК Слога Краљево 1969 године
- ФК Слога

## Стадион
Стадион ФК Слога поседује две трибине и то северну и јужну трибину. Занимљиво је да се северна и јужна трибина налазе по дужини терена што је права реткост, у односу на већину стадиона у земљи где се северна и јужна трибина налазе иза голова. Капацитет стадиона је 5.000 седећих места, али је знало да буде и близу 20.000 гледалаца на квалификационој утакмици 1970. године за улазак Слоге у прву лигу коју је играла са Црвенком.
Стадион ФК Слога налази се у индустријској улици бб. У његовој близини налазе се аутобуска и железничка станица. Стадион налази се у индустријској зони, са једне стране окружен је Фабриком вагона Краљево, са друге стране се налази меморијални центар "14 октобар".

## Новији резултати
| Сезона   | Ранг | Лига                  | Позиција | ИГ  | Д  | Н  | П  | ГД | ГП | ГР  | Бод | Куп                  |
| -------- | ---- | --------------------- | -------- | --- | -- | -- | -- | -- | -- | --- | --- | -------------------- |
| 2010/11. | 3    | Српска лига Запад     | 1.       | 30  | 18 | 7  | 5  | 36 | 20 | +16 | 61  | Шеснаестина финала   |
| 2011/12. | 2    | Прва лига Србије      | 7.       | 34  | 14 | 8  | 12 | 33 | 33 | 0   | 50  | Није се квалификовао |
| 2012/13. | 2    | Прва лига Србије      | 10.      | 34  | 10 | 13 | 11 | 32 | 39 | -7  | 43  | Шеснаестина финала   |
| 2013/14. | 2    | Прва лига Србије      | 7.       | 30  | 12 | 6  | 12 | 35 | 31 | +4  | 42  | Шеснаестина финала   |
| 2014/15. | 2    | Прва лига Србије      | 15.      | 34  | 2  | 20 | 12 | 22 | 56 | -34 | 26  | Шеснаестина финала   |
| 2015/16. | 3    | Српска лига Запад     | 15.      | 30  | 7  | 6  | 17 | 16 | 40 | -24 | 27  | Претколо             |
| 2016/17. | 4    | Зона Морава           | 7.       | 28  | 10 | 7  | 11 | 39 | 36 | +3  | 37  | Није се квалификовао |
| 2017/18. | 4    | Зона Морава           | 4.       | 28  | 17 | 6  | 5  | 53 | 21 | +32 | 57  | Није се квалификовао |
| 2018/19. | 4    | Шумадијско-рашка зона | 2.       | 28  | 17 | 6  | 5  | 53 | 21 | +32 | 57  | Није се квалификовао |
| 2019/20. | 3    | Српска лига Запад     | 11.      | 191 | 6  | 4  | 9  | 22 | 25 | -3  | 22  | Није се квалификовао |
| 2020/21. | 2    | Прва лига Србије      | 18.      | 34  | 5  | 11 | 18 | 24 | 53 | -29 | 26  | Није се квалификовао |
| 2021/22. | 3    | Српска лига Запад     | 14.      | 30  | 7  | 7  | 16 | 23 | 37 | -14 | 28  | Претколо             |
| 2022/23. | 3    | Српска лига Запад     | 13.      | 30  | 7  | 10 | 13 | 29 | 41 | -12 | 31  | Није се квалификовао |
| 2023/24. | 4    | Шумадијско-рашка зона | 1.       | 25  | 19 | 1  | 5  | 60 | 21 | +39 | 58  | Није се квалификовао |
| 2024/25. | 3    | Српска лига Запад     | 16.      | 30  | 8  | 2  | 20 | 26 | 63 | -37 | 26  | Није се квалификовао |

- 1  Сезона прекинута након 19 кола због пандемије Корона вируса

## Тренутни састав тима

### Први тим
Од 28. јануара 2020. године.
| Бр. |        | Позиција | Играч                                      |
| --- | ------ | -------- | ------------------------------------------ |
| ––  | Србија | Г        | Михајло Пантовић                           |
| ––  | Србија | Г        | Марко Милосављевић                         |
| ––  | Србија | Г        | Матија Грујичић                            |
| ––  | Србија | О        | Суад Гушани                                |
| ––  | Србија | О        | Владимир Чолић                             |
| ––  | Србија | О        | Стефан Столић                              |
| ––  | Србија | О        | Милош Лекић (на позајмици из Новог Пазара) |
| ––  | Србија | О        | Богдан Рачић                               |
| ––  | Србија | О        | Ђорђе Андрић                               |
| ––  | Србија | О        | Стефан Драшковић                           |
| ––  | Србија | О        | Жељко Грујић                               |
| ––  | Србија | О        | Никола Грабовац                            |
| ––  | Србија | О        | Филип Тубић                                |

| Бр. |        | Позиција | Играч                |
| --- | ------ | -------- | -------------------- |
| ––  | Србија | С        | Ђорђе Бојанић        |
| ––  | Србија | С        | Андрија Секулић      |
| ––  | Србија | С        | Андрија Савић        |
| ––  | Србија | С        | Александар Колаковић |
| ––  | Србија | С        | Милош Милојевић      |
| ––  | Србија | С        | Огњен Попадић        |
| ––  | Србија | С        | Филип Тркља          |
| ––  | Србија | С        | Никола Петковић      |
| ––  | Србија | Н        | Ђорђе Филиповић      |
| ––  | Србија | Н        | Слободан Бабић       |
| ––  | Србија | Н        | Страхиња Чамагић     |
| ––  | Србија | Н        | Иван Јовановић       |
| ––  | Србија | Н        | Стефан Јосовић       |

## Познати играчи
Категорија:Фудбалери Слоге Краљево
- Ненад Ковачевић
- Драган Младеновић
- Милан Дудић
- Александар Тришовић
- Борис Буњак
- Александар Луковић
- Душан Анђелковић
- Александар Трифуновић
- Ратомир Мирић
- Борис Милошевић
- Марко Гобељић
- Немања Милетић